# Paul Strick van Linschoten

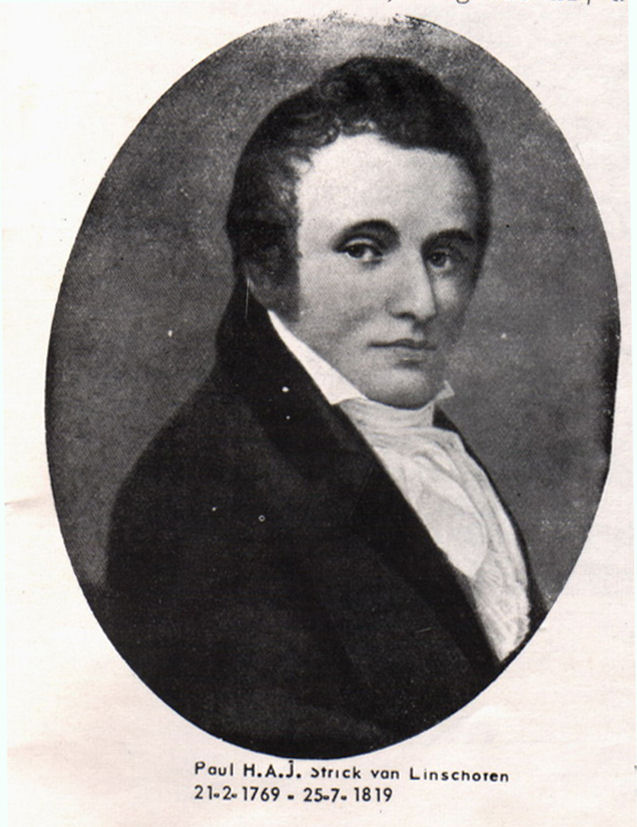
Paul Strick van Linschoten

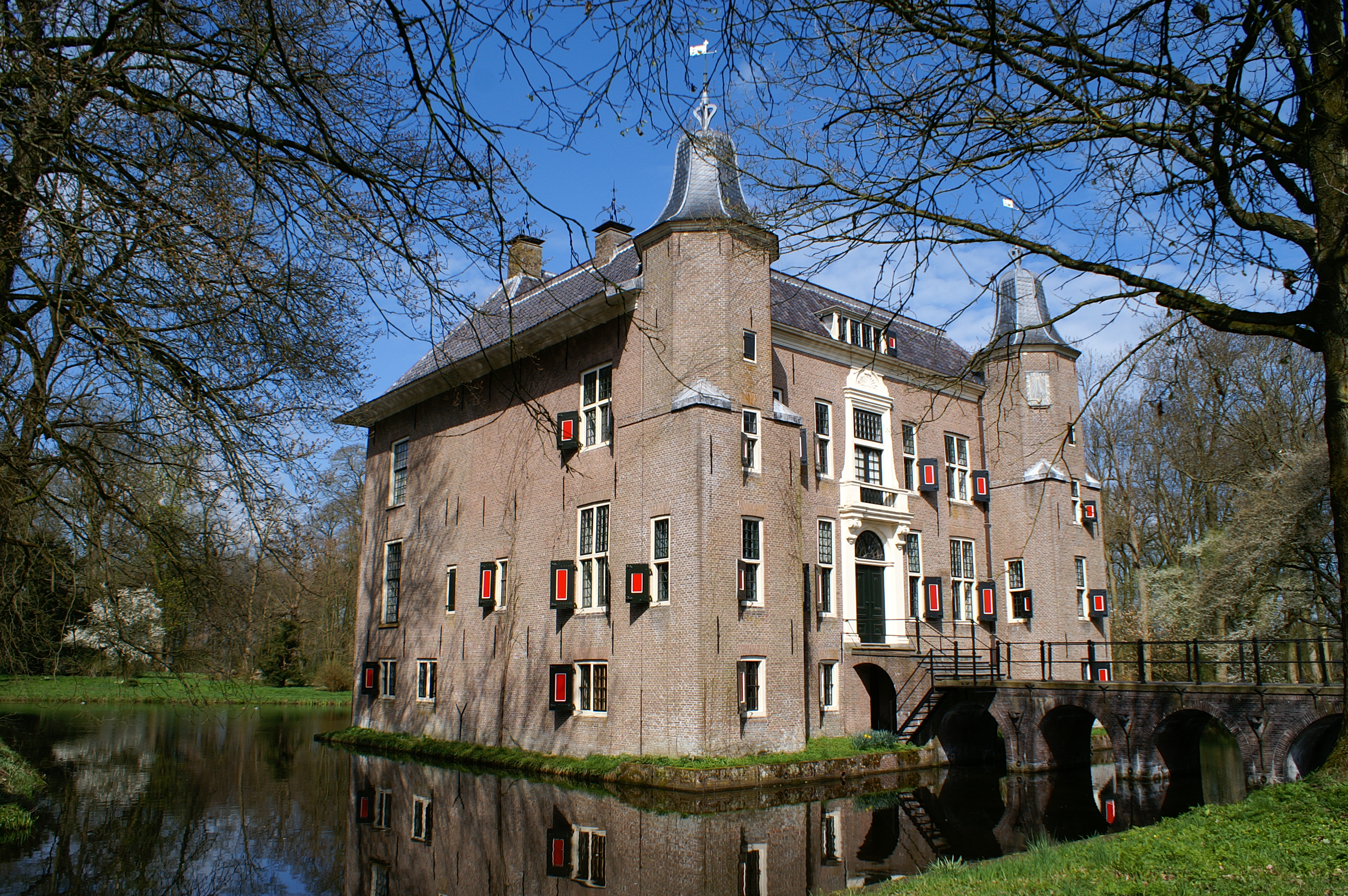
Huis te Linschoten 2008

Paulus Hubert Adriaan Jan Strick van Linschoten, heer van Linschoten, Polanen en Hekendorp (gedoopt Utrecht, 23 november 1769  - Bologna, 25 juli 1819) was een Nederlands politicus en dichter.

## Leven
Strick, lid van de familie Strick van Linschoten, werd geboren uit het huwelijk van Adriaan Strick van Linschoten (1727-1772) met Elisabeth Buys (1743-1821). Hij studeerde af in de rechtsgeleerdheid. De studie Filosofie deed hij vanaf 21 juli 1787 in Göttingen. Strick was bevriend en correspondeerde met Anthony van der Woordt (1769-1794). Hij was namens het gewest Utrecht gedeputeerde van de Staten-Generaal van februari 1795 tot en met februari 1796. Vervolgens was hij gezant van de Bataafse Republiek aan het hof van Württemberg te Stuttgart van 1796 tot 1801. Na zijn terugroeping leefde hij ambteloos op zijn landgoed Linschoten en bracht hij zijn dagen door met letteroefeningen met zijn zondagse salon van zijn vriendenkring die de zinspreuk had: Kunst door vrienden volmaakter.
In 1807 werd hij door koning Frederik Willem III van Pruisen tot kamerheer aangesteld en werd benoemd in de Orde van de Rode Adelaar, waarop hij naar Berlijn vertrok. Sedertdien bleef hij op verschillende plaatsen in Duitsland wonen. Hij stierf te Bologna op 25 juli 1819 tijdens een reis door Italië. Hij was toen 49 jaar oud.
Hij trouwde in 1792 met Charlotte Wilhelmina Ernestina Freiin(=barones) von Hoffstädt te Eisenach. Ze kregen twee kinderen die geboren werden te Stuttgart: Paul Emile Adriaan Jan Hendrik (1798-1849) en Elisabeth (Betty) (1800-1846), die huwde met de Pruisische minister Heinrich Alexander von Arnim. Zijn kinderen hadden als gouvernante Therese Forster in 1809 en 1810.

## Werk
- Vertraute Briefe aus Holland im Frühjahr 1797. Aus dem Dänischen übersetzt [von C.H.B.]. [Lübeck] 1798.[2]
- Proeve eener vertaaling van het Pervigilium Veneris met eenige aanteekeningen, benevens eene overzetting van het dichtstukje Lydia (Utrecht 1805)[3]
- Gedichten (Amsterdam 1808)[4]
- Winter-recepten (Utrecht 1808)[5]
- Tien lierzangen van Horatius in de nederduitsche taal in dezelfde voetmaat overgebracht door P.H.A.J. Strick van Linschoten. (Utrecht 1808)[6]
- Klagte bij het graf van Mr. J. Hinlopen (Utrecht 1809)[7]
- Vertraute Briefe während eines Durchflugs durch einen Theil der nördlichen Provinzen des Königsreichs der Niederlande im Sommer des Jahres 1817 in topographischer, historischer, politischer, literärischer und religiöser Hinsicht an einen Freund geschrieben. (pseudoniem Eleutherophilus, 3 Bde, Germania, Mannheim 1818)[8][9][10]
  - Herinneringen van den baron Strick van Linschoten Naar het hoogduitsch [1818] bewerkt door Een Staatsman. Amsterdam, Van Gorcum, 1855-1856. 2 dln.[11]